# Zwarte-Woudsteden
De Zwarte-Woudsteden (Duits: Waldstädte, niet te verwarren met Waldstätte, de Woudkantons) zijn Laufenburg en Rheinfelden in Zwitserland en Bad Säckingen en Waldshut in Duitsland. Deze steden waren voorposten van Oostenrijk in het Zwarte Woud.

## Trivia
- Aan het 'Zwarte Woud' in Utrecht is in 1993 een kantoorgebouw gerealiseerd met de naam Woudstede.